# Elard Dauelsberg
Elard Federico Enrique Dauelsberg (* 15. Juli 1892 in Mollendo, Peru; † nach 1919) war ein deutscher Hockeyspieler.
Dauelsberg nahm mit der Mannschaft des Uhlenhorster HC als deutscher Vertreter an den Olympischen Spielen 1908 in London teil. Die Mannschaft belegte den fünften Rang. Dauelsberg war dabei der einzige Spieler, der nicht dem Uhlenhorster HC angehörte, sondern dem Eilbecker HC.
Er heiratete 1919 in Hamburg.